# Sequestro Pinna
Il sequestro Pinna è stato un caso di rapimento avvenuto in Italia nel 2006 ai danni di Giovanni Battista Pinna, detto Titti (Bonorva, 1970), imprenditore agricolo sardo, che si salvò riuscendo a scappare dal luogo in cui era imprigionato. Fu l'ultimo sequestro effettuato con le modalità tipiche del fenomeno criminale giornalisticamente noto come "anonima sarda", cioè gestito con tempi lunghi a differenza dei cosiddetti "sequestri lampo". Per il sequestro è stato condannato in via definitiva Salvatore Atzas a 30 anni di reclusione, mentre è stato assolto definitivamente Natale Barranca. 

## Rapimento
Il 19 settembre 2006 Pinna viene rapito nei pressi dell'azienda agro-zootecnica di famiglia, alla periferia di Bonorva (provincia di Sassari). Nella sera dello stesso giorno il padre (anch'egli anni addietro vittima di un tentativo, poi fallito, di rapimento) si recò dai carabinieri denunciando di aver ricevuto una telefonata del figlio che diceva "Preparate trecentomila euro sennò mi ammazzano".
Il rapimento venne attribuito a bande barbaricine e si scoprì che la telefonata era partita da una cabina telefonica vicino ad un centro commerciale di Nuoro. Lo stesso pontefice Benedetto XVI parlerà a favore di Giovanni Battista durante l'Angelus del 29 ottobre.

## La fuga e i processi
Il 28 maggio 2007 Giovanni Battista Pinna riesce a fuggire dal luogo in cui era tenuto prigioniero nelle campagne di Sedilo nell'oristanese, servendosi di una forchetta per forzare le sbarre che lo imprigionavano.
Per il suo rapimento vengono arrestati due uomini, allevatori della zona in cui è stato nascosto Pinna, Salvatore Atzas e Natalino Barranca.
Durante il processo a carico dei due imputati sono emerse le terribili condizioni in cui Pinna ha trascorso i suoi otto mesi di prigionia.
Incatenato mani e piedi, gli occhi sempre tenuti bendati, condizioni igieniche disumane, durante la prigionia subì la rottura del setto nasale e perse 30 chili di peso. Il 27 aprile 2009 Salvatore Atzas di 62 anni, considerato, insieme ad altre persone rimaste sconosciute, l'organizzatore del sequestro è stato condannato a 30 anni di carcere, mentre Natalino Barranca di 69 anni considerato il custode è stato condannato a 17 anni. Il 10 gennaio 2011 la Corte di Appello di Sassari ha confermato la condanna a 30 anni per Atzas ma ha assolto Barranca per non avere commesso il fatto. Nel giugno 2015 Francesca Sanna è stata condannata con rito abbreviato a 11 anni di reclusione dal Giudice dell'udienza preliminare del Tribunale di Cagliari Giovanni Massidda al termine del processo bis per il sequestro Pinna. La donna in particolare era accusata di aver avuto un ruolo attivo durante il sequestro.
Il 3 dicembre 2015 la Corte d'assise di Sassari ha condannato, al termine del processo bis, a 28 anni di reclusione Giovanni Maria Manca e a 25 anni di reclusione Antonio Faedda. In particolare Manca era accusato di essere uno degli ideatori del sequestro al quale avrebbe partecipato attivamente  guidando il furgone con a bordo l'ostaggio. Invece Faedda avrebbe svolto la funzione di apripista guidando un'altra vettura. La Corte d'Assise d'appello di Sassari il 14 luglio 2017 ha confermato la condanna a 25 anni di carcere per Antonio Faedda e il 9 ottobre dello stesso anno i 28 anni a Manca.

## Particolarità del sequestro
Il sequestro di Giovanni Battista Pinna ha attirato l'attenzione su di sé per alcune particolarità della vicenda.
- Nel 1980 lo zio di Pinna (anch'egli detto Titti) fu vittima di un sequestro conclusosi però con la morte dell'ostaggio. Anche il padre subì un tentativo di sequestro.[1]
- A differenza di quanto avvenne in passato con episodi simili, per il sequestro Pinna, televisioni e organi di informazione seguirono la vicenda per un breve periodo, dando in seguito per scontata la morte del sequestrato, e rendendo di fatto ancora più incredibile l'episodio della fuga dai carcerieri. Unica eccezione al silenzio della stampa, l’intervista rilasciata dalla sorella dell’ostaggio alla giornalista del TG1 Annapaola Ricci, trasmessa nell’edizione delle 20 del TG1. Un mese dopo, Titti Pinna faceva ritorno a casa.[5]